# Cantonul Le Pont-de-Beauvoisin (Isère)
Cantonul Le Pont-de-Beauvoisin (Isère) este un canton din arondismentul La Tour-du-Pin, departamentul Isère, regiunea Rhône-Alpes, Franța.

## Comune
- Les Abrets
- Aoste
- La Bâtie-Montgascon
- Chimilin
- Corbelin
- Fitilieu
- Granieu
- Le Pont-de-Beauvoisin (reședință)
- Pressins
- Romagnieu
- Saint-Albin-de-Vaulserre
- Saint-André-le-Gaz
- Saint-Jean-d'Avelanne
- Saint-Martin-de-Vaulserre